# Milenko Zorić
Milenko Zorić –en serbio, Миленко Зорић– (Sanski Most, 2 de abril de 1989) es un deportista serbio que compite en piragüismo en la modalidad de aguas tranquilas.
Participó en los Juegos Olímpicos de Río de Janeiro 2016, obteniendo una medalla de plata en la prueba de K2 1000 m. Ha ganado tres medallas en el Campeonato Mundial de Piragüismo entre los años 2015 y bronce en 2018, y cuatro medallas en el Campeonato Europeo de Piragüismo entre los años 2012 y 2018.

## Palmarés internacional
| Juegos Olímpicos   | Juegos Olímpicos            | Juegos Olímpicos  | Juegos Olímpicos |
| Año                | Lugar                       | Medalla           | Competición      |
| ------------------ | --------------------------- | ----------------- | ---------------- |
| 2016               | Río de Janeiro (Brasil)     | Medalla de plata  | K2 1000 m        |
| Campeonato Mundial |                             |                   |                  |
| Año                | Lugar                       | Medalla           | Competición      |
| 2015               | Milán (Italia)              | Medalla de bronce | K2 1000 m        |
| 2017               | Račice (República Checa)    | Medalla de oro    | K2 1000 m        |
| 2018               | Montemor-o-Velho (Portugal) | Medalla de bronce | K2 1000 m        |
| Campeonato Europeo |                             |                   |                  |
| Año                | Lugar                       | Medalla           | Competición      |
| 2012               | Zagreb (Croacia)            | Medalla de bronce | K4 1000 m        |
| 2016               | Moscú (Rusia)               | Medalla de bronce | K2 1000 m        |
| 2017               | Plovdiv (Bulgaria)          | Medalla de plata  | K2 1000 m        |
| 2018               | Belgrado (Serbia)           | Medalla de oro    | K2 1000 m        |